# F.F.N.
F.F.N sau Formația Fără Nume este o trupă românească de muzică rock. Este una din formațiile care au intrat în conștiința publicului românesc al anilor '70. Atrăgând atenția în concerte, s-au impus prin imprimarea unor single-uri bine primite de piață și au confirmat pe deplin prin cele trei LP-uri apărute în perioada '75 - '80.

## Istoric
Grupul s-a înființat în 1971 la Club A, clubul Arhitecturii. Fiecare membru al trupei provenea de fapt de la alte formații ceea ce făcea din F.F.N. un „supergrup”. A fost o coincidență fericită, poate și pentru faptul că supergrupul era o modă în lume la începutul anilor '70. Membrii inițiali au fost: Cristi Madolciu (provenind de la Sfera și Dynacord), Florin Dumitru (Modern Grup, Phoenix și Mondial), Doru Donciu (Coral), Gabi Litvin (Barzii și Mondial), Silviu Olaru (Grup 22 și Andantino), Radu Stoica (Mondial) și Șerban Bolintineanu (Grup 22 și Dynacord). Chiar de la început din componență au plecat Radu Stoica și Șerban Bolintineanu rămânând doar 5 membri - aceasta fiind formula de bază până în 1978. Între al doilea LP, Zi cu zi și cel de-al treilea, Un joc a mai fost o schimbare: a plecat Doru Donciu și a venit Marcel Năvală (Modern Grup și Romanticii). În sfârșit al treilea LP a conținut încă o schimbare: au plecat Florin Dumitru și Marcel Năvală și a venit Lucian Rusu.
De ani buni de când sunt pe continentul nord-american, Olaru, Litvin și Madolciu se află în Toronto. Marcel Năvală este la Philadelphia, Lucian Rusu la Ottawa iar Florin Dumitru s-a stins din viață în 2002 la Los Angeles.

## Discografie

### Albume
- Zece pași (1976) (reeditat pe CD în 2013)
- Zi cu zi (1978)
- Un joc (1981)
- In blue jeans (2008)

### Discuri single
- Chemare/Îndemn (1975)
- Noi/Primăvara (1980)

## Membrii
- Cristi Madolciu - voce, chitară, percuție (1971-prezent)
- Florin Dumitru - baterie (1971-1981)
- Doru Donciu - voce, flaut (1971-1978)
- Gabi Litvin - chitară solo, voce (1971-prezent)
- Silviu Olaru - chitară bas, chitară solo (1971-prezent)
- Radu Stoica - voce (1971)
- Șerban Bolintineanu - orgă (1971)
- Marcel Năvală - voce, chitară bas (1978-1981)
- Lucian Rusu - baterie (1981-?)